# أحمد مساعدة
أحمد خلف مساعده (19 أيار 1969) سياسي، دبلوماسي ومحام. هو الأمين العام الأول لمنظومة الاتحاد من أجل المتوسط حيث شغل المنصب لمدة عام بين 2010-2011 عندما دفعته ظروف إقليمية عامة إلى الاستقالة في نهاية شباط 2011. وكان قد جرى انتخابه باجماع كافة الدول الأعضاء في الاتحاد والبالغ عددها ثلاث واربعين دولة وبذلك يكون أول شخصية تتسلم هذا الموقع الدولي والذي تقع امانته العامة في مدينة برشلونة الإسبانية. وقد شغل المساعدة منصب وزير تطوير القطاع العام في الحكومة الأردنية بين عامي 2004-2005، ومنصب سفير المملكة الأردنية الهاشمية لدى الاتحاد الأوروبي وبلجيكا والنرويج ولكسمبورج، إضافة إلى شغله موقع المنسق الأردني للاتحاد من أجل المتوسط وممثل الأردن لدى حلف شمال الأطلسي بين أعوام 2006-2010. يحمل وسام الاستقلال من الدرجة الأولى (المملكة الأردنية الهاشمية) ووسام الصليب الاعظم من درجة التاج (مملكة بلجيكا) وعمل كمحاضر في الجامعةالأردنية.

## حياته
ينتسب أحمد مساعده إلى عائلة سياسية أردنية، فقد شغل في السابق والده خلف مساعده، أحد أبرز المحامين الأردنيين، منصب وزير العدل الأردني في الحكومة الأردنية الأولى في عهد جلالة الملك عبد الله الثاني بن الحسين والتي ترأسها السيد عبد الرؤوف الروابدة، كما تولى في الماضي أقارب آخرين له مناصب وزارية هامة وعامة أخرى. الدكتور مساعده ينتمي سياسياً إلى الفكر الوسطي التقدمي وهو من الداعين للعمل العربي التكاملي المشترك سواء سياسيا أو اقتصاديا. من مواليد عمان، الأردن بتاريخ 19 ايار 1969. متزوج وله ثلاث بنات.

## مؤهلاته العلمية
بعد اجتيازه لامتحانات البكالوريا في كلية دي لا سال عمان (الفرير) في عام 1987، درس القانون في الجامعة الأردنية في عمان حيث حصل على درجة الليسانس في الحقوق مع مرتبة الشرف في العام 1991. وبعد ذلك تابع تعليمه العالي حيث حصل على درجة الدبلوم في النظام القانوني الأميركي من كلية القانون في جامعة جورج تاون الأمريكية عام 1991، ودرجة الماجستير في القانون من جامعة فيرجينا في مدينة شارلوتسفيل / الولايات المتحدة الأمريكية في العام 1992، ودرجة الدكتوراه من كلية كينجز لندن في جامعة لندن / المملكة المتحدة في عام 2000.

## المناصب التي شغلها
بدأ انخراط أحمد خلف مساعده في العمل العام عندما تم اختياره لتولي حقيبة وزير الدولة لتطوير القطاع العام في الحكومة الأردنية التي ترأسها آنذاك السيد فيصل الفايز حيث شغل ذلك المنصب في الفترة بين عامي 2004 و2005 ساهم خلالها في وضع والإشراف على البرنامج الوطني لتطوير الإدارات العامة والخدمة المدنية وتحسين الخدمات المقدمة للمواطنين، كما شغل عضوية العديد من اللجان التوجيهية للإصلاح والخصخصة وإعادة الهيكلة. وبدعم من حكومة الدنمارك في عام 2005، كان الوزير مساعده وراء إدخال مفهوم ديوان المظالم (ديوان المظالم) إلى الأردن حيث أصبحت بعد ذلك مؤسسة مستقلة تعد اليوم أحد أهم أدوات الرقابة والشفافية في مجالات التنمية السياسية والإدارية في المملكة.
كسفير، ركز المساعدة جل اهتمامه على رفع سوية العلاقات بين الأردن والدول الأعضاء في الاتحاد الأوروبي، وكذلك العلاقات الأردنية الأطلسية. فقد كان وراء إنشاء أول مجموعة لأصدقاء الأردن في البرلمان الأوروبي كمجموعة ضغط برلمانية مساندة للمملكة، إضافة إلى أنه أول من بادر إلى فتح حوار مع الاتحاد الأوروبي بهدف تمكين الأردن من الاستفادة مما يسمى 'بالوضع المتقدم' مع الاتحاد. كذلك ساهم السفير المساعدة بجعل الأردن شريكا جديرا بالثقة ونشطا في إطار الاتحاد من أجل المتوسط. أما بالنسبة لمنظمة حلف شمال الأطلسي (الناتو)، فقد لعب المساعدة دوراً أساسيا في التفاوض والتوقيع على برنامج متميز للعمل الفردي مع الحلف والذي يقدم للمملكة علاقات سياسية وعملية معززة مع المنظمة الأطلسية.

## مناصبه
- 2004 - 2005	وزير الدولة لتطوير القطاع العام، الأردن
- 2004 - 2005 	عضو، اللجنة الوزارية التوجيهية لخصخصة قطاع الكهرباء، الأردن
- 2004 - 2005	عضو، اللجنة الوزارية التوجيهية لخصخصة قطاع الاتصالات، الأردن
- 2004 - 2005	عضو، اللجنة الوزارية لتطوير القطاع العام، الأردن
- 2004 - 2005	عضو، اللجنة القانونية في ديوان التشريع والرأي، الأردن
- 2004 - 2005 رئيس مجلس أمناء صندوق الإبداع والتميز، الأردن
- 2006 - 2010 سفير الأردن لدى الاتحاد الأوروبي وبلجيكا والنرويج ولكسمبورج
- 2006 - 2010 المنسق الأردني لدى الاتحاد من أجل المتوسط
- 2006 - 2010 الممثل الأردني لدى منظمة حلف شمال الأطلسي (الناتو)
- 2010 - 2011 أمين عام الاتحاد من أجل المتوسط

## عمله المهني والأكاديمي
محام مجاز لدى نقابة المحامين الأردنيين منذ العام 1993. عمل بين الأعوام 2000 إلى 2004 شريكا في مكتب خلف مساعده وشركاه للمحاماة، أحد المكاتب القانونية الأردنية الرائدة، حيث أصبح من المحامين المختصين في مجال الأعمال التجارية في منطقة الشرق الأوسط خاصة ما يتعلق بالمشاريع والبنية التحتية وقانون الشركات والاستثمار الأجنبي والتجارة الدولية وإعادة الهيكلة والخصخصة وقوانين الطاقة. وتشتمل قائمة موكلي المساعدة على عدد كبير من المؤسسات المحلية والشركات الدولية المرموقة. في الفترة من 2000 إلى 2005 عمل أحمد مساعدة كأستاذ مساعد في القانون التجاري الدولي في كلية الحقوق في الجامعة الأردنية، وهي أقدم وأعرق كليات القانون الأردنية، حيث شغل عدة مناصب من بينها مساعد العميد لشؤون التطوير. وكنتيجة لهذه المسيرة القانونية الحافلة تم انتخابه عضواً في مجلس إدارة جمعية قانون التجارة العالمية (World Trade Law Association) في لندن لدورتها 2000–2003 وعضواً في مجلس إدارة شركة الملكية الأردنية (الناقل الجوي الرسمي الأردني) 2005 – 2006 وعضواً في لجنة المحكمين الدوليين التابعة للمركز الدولي لتسوية منازعات الاستثمار (المركز الدولي لتسوية المنازعات الاستشارية) في البنك الدولي خلال الأعوام 2001-2007. يمارس المحاماة واعمال التحكيم منذ العام 2012 وهو الشريك المدير لشركة خلف مساعده ذ.م.م محامون مستشارون.
التفاصيل:
- 1993 - (تأريخه) محامي وعضو نقابة المحامين الأردنيين
- 1999 - 2000	مستشار قانوني تجاري دولي، شركة رو أند مو للمحاماة Rowe & Maw (حالياً: ماير براون للمحاماة Mayer, Brown)، لندن
- 2000 - 2003	عضو مجلس الإدارة، جمعية قانون التجارة العالمية، لندن
- 2000 - 2004	شريك ومدير تنفيذي، خلف مساعده وشركاه للمحاماة، الأردن
- 2000 - 2004	أستاذ مساعد في كلية الحقوق في الجامعة الأردنية، عمان، الأردن
- 2001 - 2002	رئيس المجلس التأديبي في الجامعة الأردنية
- 2001 - 2007	محكم دولي، هيئات المحكمين للبنك الدولي (المركز الدولي لتسوية منازعات الاستثمار)
- 2002 - 2003	عضو مجلس الجامعة الأردنية
- 2003 - 2004	عضو مجلس كلية الحقوق في الجامعة الأردنية
- 2004 - 2004 	مساعد العميد لشؤون التطوير، كلية الحقوق، الجامعة الأردنية
- 2005 - 2006 	عضو مجلس إدارة شركة الخطوط الجوية الملكية الأردنية المساهمة العامة
- 2005 - 2006 	عضو اللجنة التوجيهية لخصخصة شركة الخطوط الجوية الملكية الأردنية المساهمة العامة
- 2005 - 2006 	عضو مجلس إدارة شركة طيران الأجنحة الملكية، الأردن
- 2005 - 2006 	عضو مجلس إدارة شركة الملكية الأردنية للاستثمار

## المؤلفات والمنشورات
للدكتور أحمد مساعدة منشورات عديدة في مجال القانون التجاري الدولي، وهو مؤلف كتاب «الاستثمار والمنافسة في السياسة الدولية: الآفاق المرتقبة لقانون منظمة التجارة العالمية»، دار نشر كاميرون ماي للقانون الدولي (Cameron May International Law Publishers)، لندن، 2003.

## المسؤولون السابقون واللاحقون له
| سلفه: د. فواز الزعبي | د. أحمد مساعدة / وزير الدولة لتطوير القطاع العام (2004 - 2005) | خلفه: د. تيسير الصمادي |

| سلفه: د. محي الدين توق | د. أحمد مساعدة / سفير الأردن لدى الاتحاد الأوروبي، بلجيكا، لوكسمبورغ، النرويج (2006 - 2010) | خلفه: د. منتصر العقلة |

## وصلات خارجية
رئاسة الوزراء / المملكة الأردنية الهاشمية
جريدة الشرق الأوسط - رئيس الوزراء الأردني يجري أول تعديل وزاري...[وصلة مكسورة]
جريدة الشرق الأوسط - التعديل الوزاري الأول على حكومة فيصل الفايز[وصلة مكسورة]
جدول أعمال مؤتمر «الإدارة الرشيدة لخدمة التنمية في الدول العربية»
السفارة الأردنية في بروكسل - كلمة السفير الافتتاحية
جريدة الغد الأردنية - الإعلان عن تأسيس مجموعة أصدقاء الأردن في البرلمان الأوروبي
جريدة الغد الأردنية - 100 مليون يورو حجم التبادل التجاري بين الأردن وبلجيكا
وكالة الأنباء الأردنية - جلسة اولى في بروكسل لأصدقاء الأردن في البرلمان الأوروبي
موقع المراقب البرلماني - جلسة اولى في بروكسل لأصدقاء الأردن بالبرلمان الأوروبي[وصلة مكسورة]
وكالة الأنباء الأردنية - بوترينغ يؤكد اهمية دورالاتحاد الأوروبي في عملية السلام في منطقة الشرق الأوسط
وكالة الأنباء ألأردنية - جلالة الملك يؤكد أهمية الاستمرار في بذل الجهود الدولية لدفع عملية السلام في المنطقة
وكالة الأنباء الأردنية - الأردن يشارك في اجتماع وزاري مع الترويكا الأوروبية
وكالة الأنباء الأردنية - الأردن يتسلم رئاسة الجمعية البرلمانية الاورورمتوسطية
وكالة الأنباء الأردنية - إقرار برنامج التعاون الفردي بين الأردن وحلف شمال الأطلسي
وكالة الأنباء الأردنية - اختتام مؤتمر التمويل المستدام للمياه في الشرق الأوسط
جريدة الرأي الأردنية - الأردن يحذر من خطورة الاعتداءات الإسرائيلية على المسجد الاقصى
جريدة الغد الأردنية - الأردن: المساس بالقدس تحد مباشر للمملكة
جريدة الرأي الأردنية - مقال رجا طلب «الناتو... حلف يبحث عن هوية؟»
موقع عمون - اتفاقية جديدة بين الأردن ومنظمة حلف شمال الأطلسي «الناتو»
وكالة الأنباء الأردنية - مقال د. حسن البراري «الحوار الأردني الأطلسي»
وكالة الأنباء الأردنية - مقال سلطان الحطاب "في الناتو.. ما فائدة الحوار؟
موقع الملف - الناتو يوقع اتفاقا مع الأردن...[وصلة مكسورة]
جريدة الدستور الأردنية - توقيع اتفاقية للتعاون العلمي والتكنولوجي بين الأردن والاتحاد الأوروبي[وصلة مكسورة]
موقع وكالة رم للأنباء - مقال سامي الزبيدي «الأطلسي فشل امني ومقاربات سياسية لم تتبلور»
موقع صحيفة العرب القطرية - مقال د. حسن البراري «الناتو والحوار مع العرب»[وصلة مكسورة]
وكالة الانباء الأردنية - توقيع اتفاقية التعاون العلمي والتكنولوجي بين الأردن والاتحاد الأوروبي[وصلة مكسورة]